# Good Sam
Good Sam é uma série de televisão americana de drama medico criada por Katie Wech. A série estreou em 5 de janeiro de 2022 na CBS.  Em maio de 2022, depois de uma baixa audiência ao longo de sua temporada de 13 episódios, a série foi cancelada.

## Premissa
A talentosa, porém reprimida cirurgiã cardíaca Sam Griffith (Sophia Bush) assume seu posto de liderança depois que seu renomado e pomposo chefe (Jason Isaacs) entra em coma. Quando ele acorda e quer retomar o trabalho, cabe a ela supervisionar este fanfarrão arrogante que nunca reconheceu seus talentos - e que também passa a ser seu pai.

## Elenco

### Principal
- Sophia Bush como Dr. Samantha "Sam" Griffith
- Jason Isaacs como Dr. Rob "Griff" Griffith
- Skye P. Marshall como Dr. Lex Trulie
- Michael Stahl-David como Dr. Caleb Tucker
- Omar Maskati como Dr. Isan M. Shah
- Wendy Crewson como Vivian Katz
- Edwin Hodge como Malcolm A. Kingsley
- Davi Santos como Dr. Joey Costa

### Recorrente
- Sendhil Ramamurthy como Asher Pyne
- Ray Strachan como Nicolas Vasquez[4]
- Stephen Tracey como Tim Davis

### Participações
- Hilarie Burton como Gretchen Taylor
- Bethany Joy Lenz como Amy Taylor

## Episódios

### 1.ª temporada (2022)
| N.º na série | N.º na temp. | Título original    | Dirigido por   | Escrito por       | Exibição original       | Audiência (milhões) |
| ------------ | ------------ | ------------------ | -------------- | ----------------- | ----------------------- | ------------------- |
| 1            | 1            | "Pilot"            | Tamra Davis    | Katie Wech        | 5 de janeiro de 2022    | 2,72                |
| 2            | 2            | "Natural Order"    | Randy Zisk     | Katie Wech        | 12 de janeiro de 2022   | 2,43                |
| 3            | 3            | "Butt of the Joke" | Gina Rodriguez | Jen Klein         | 19 de janeiro de 2022   | 2,40                |
| 4            | 4            | "Attachments"      | Gina Lamar     | Joshua Troke      | 26 de janeiro de 2022   | 2,63                |
| 5            | 5            | "Wake Up"          | Kate Woods     | Natalia Fernandez | 2 de fevereiro de 2022  | 2,59                |
| 6            | 6            | "Truce"            | Marie Jamora   | Lydia Teffera     | 23 de fevereiro de 2022 | 1,95                |
| 7            | 7            | "Chronic Insult"   | Craig Siebels  | Bashir Gavriel    | 2 de março de 2022      | ASD                 |

## Produção

### Desenvolvimento
Em 19 de setembro de 2019, a CBS colocou Good Sam, um drama médico familiar da escritora Katie Wech, que produzirá a série com Jennie Snyder Urman através de Sutton St. Productions e CBS Television Studios em desenvolvimento.
 Em fevereiro de 2020, a série recebeu um pedido piloto. Em 14 de maio de 2021, o programa recebeu uma ordem de série.

### Seleção de elenco
Em fevereiro de 2020, Sophia Bush foi escalada para o papel principal. Em março de 2020, Jason Isaacs se juntou ao elenco principal. Em janeiro de 2021, Skye P. Marshall e Michael Stahl-David foram escalados para o elenco principal. Em fevereiro de 2021, Edwin Hodge se juntou ao elenco principal. Em janeiro de 2022, foi relatado que Sendhil Ramamurthy foi escalado para um papel recorrente, enquanto Hilarie Burton e Bethany Joy Lenz fariam participações especiais. Em fevereiro de 2022, Victoria Rowell se juntou ao elenco em um papel recorrente.

### Filmagens
As gravações da série estão programadas para começar em 18 de outubro de 2021 e terminar em 22 de março de 2022, em Oakville, Ontário.